# Xming
Xming — порт сервера X Window System для операционной системы Microsoft Windows (Windows 7/8/8.1/10/11). Сервер Xming основан на сервере Xorg (X11R6.9) и создан посредством кросс-компиляции при помощи MinGW и Pthreads-Win32.
Несмотря на сходство кода, Xming отличается от X-сервера Cygwin. Главным отличием является то, что для работы Xming не требуется библиотека Cygwin, что позволяет использовать его под Windows без установки дополнительных библиотек. Это в свою очередь позволяет устанавливать Xming на переносных устройствах, таких, как USB flash drive.
Xming можно использовать вместе с приложениями, работающими по SSH (такими, как PuTTY) для обеспечения шифрованной передачи сессии X11 с Unix. В этом случае Xming может использоваться для безопасной работы с графическими приложениями удаленного компьютера.